# Telecí
Telecí é uma comuna checa localizada na região de Pardubice, distrito de Svitavy.